# Steven John Ward

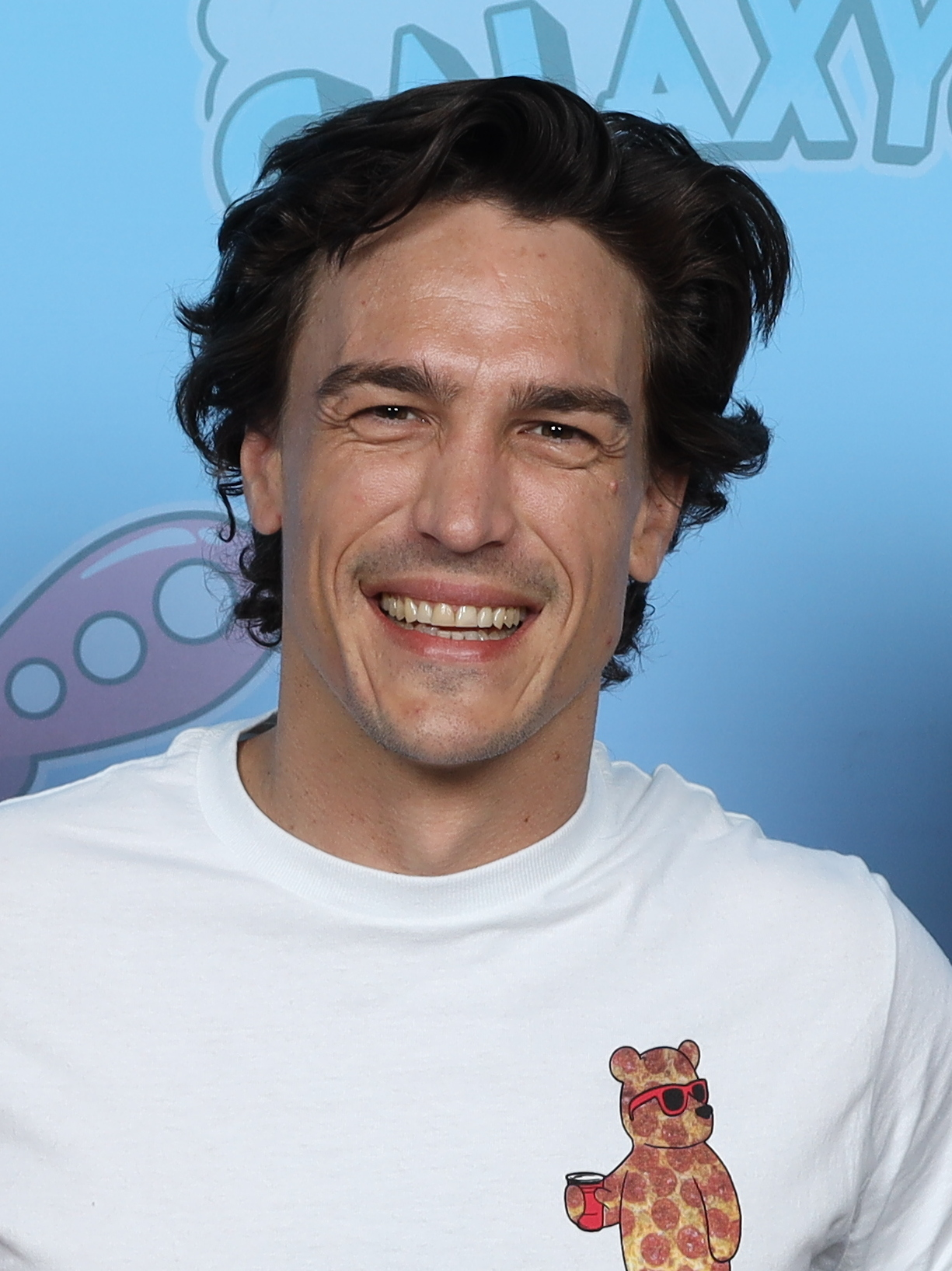
Steven John Ward (2024)

Steven John Ward (* 2. Juni 1990 in Johannesburg, Gauteng) ist ein südafrikanischer Schauspieler und Model.

## Leben
Ward wurde am 2. Juni 1990 in Johannesburg geboren. Von 2006 bis 2009 besuchte er das Uplands College. Er machte seinen Bachelor in Live Performance an der AFDA, The School for the Creative Economy. Von 2011 bis 2014 machte er seinen Bachelor in Screen Acting an der African School of Motion Picture & Live Performance. Er spricht fließend Englisch und Afrikaans und ist seit dem 19. September 2019 mit der Schauspielerin Valerie Joy Robinson verheiratet. Die beiden sind Eltern eines Kindes.
Nach ersten Engagements in Werbespots und Theaterstücken erfolgte ab 2009 seine Fernsehkarriere. 2013 hatte er eine Nebenrolle in Wings of Honour – Luftschlacht über Deutschland inne. 2016 übernahm er im Film Demon Girl – Das Böse lebt in ihr mit der Rolle des Ade eine der Hauptrollen des Films. Der Film wurde mit einem SAFTA-Award ausgezeichnet. Er wirkte in den Fernsehserien Queen Sono, Vagrant Queen und Inconceivable mit. Mitte 2022 wurde bekannt, dass er im Netflix Original One Piece die Rolle des besten Schwertkämpfers der Welt Mihawk „Falkenauge“ Dulacre übernehmen wird.

## Filmografie (Auswahl)
- 2009: Cartoon Network Dance Club (Fernsehserie)
- 2012: Death and the Life of Young Winter (Kurzfilm)
- 2013: Wings of Honour – Luftschlacht über Deutschland (Angel of the Skies)
- 2013: Tempy Pushas (Fernsehserie)
- 2013: La Patisserie (Kurzfilm)
- 2016: No Man Left Behind (Fernsehdokuserie, Episode 1x03)
- 2016: Demon Girl – Das Böse lebt in ihr (From a House on Willow Street)
- 2020: Queen Sono (Fernsehserie, Episode 1x01)
- 2020: Lockdown Heights (Fernsehserie)
- 2020: Vagrant Queen (Fernsehserie, 4 Episoden)
- 2020: Triggered
- 2020: Inconceivable (Fernsehserie, 4 Episoden)
- 2021: The Day We Didn’t Meet (Fernsehfilm)
- 2023: One Piece (Fernsehserie, 3 Episoden)
- 2024: Catch Me a Killer (Fernsehminiserie, 8 Episoden)